# Municipio de Cass (condado de Huntingdon)
El municipio de Cass (en inglés: Cass Township) es un municipio ubicado en el condado de Huntingdon en el estado estadounidense de Pensilvania. En el año 2000 tenía una población de 1.062 habitantes y una densidad poblacional de 12.6 personas por km².

## Geografía
El municipio de Cass se encuentra ubicado en las coordenadas 40°14′30″N 77°58′59″O / 40.24167, -77.98306.

## Demografía
Según la Oficina del Censo en 2000 los ingresos medios por hogar en la localidad eran de $35,083 y los ingresos medios por familia eran de $40,446. Los hombres tenían unos ingresos medios de $30,192 frente a los $21,667 para las mujeres. La renta per cápita de la localidad era de $16,282. Alrededor del 6,3% de la población estaba por debajo del umbral de pobreza.